# Бодуны
Бодуны — деревня в Краснинском районе Смоленской области России. Входит в состав Гусинского сельского поселения. Население — 31 житель (2007 год). 
Расположена в западной части области в 17 км к северо-западу от Красного, в 0,5 км южнее автодороги М1 «Беларусь», на берегу реки Днепр. В 1 км западнее деревни расположена железнодорожная станция О.п. 471-й км на линии Москва — Минск. 

## История
В годы Великой Отечественной войны деревня была оккупирована гитлеровскими войсками в июле 1941 года, освобождена в сентябре 1943 года.